# مار دریایی آراسته
 مار دریایی آراسته(نام علمی: Hydrophis ornatus) نام یک گونه از تیره کفچه‌ماران است.